# Sid Tickridge
Sidney „Sid“ Tickridge (* 10. April 1923 in Stepney, London; † 6. Januar 1997 in Canterbury) war ein englischer Fußballspieler. Der Abwehrspieler war im erweiterten Kader von Tottenham Hotspur und des FC Chelsea, der jeweils in der Saison 1950/51 und Saison 1954/55 die englische Meisterschaft gewann, ohne jedoch daran maßgeblichen Anteil gehabt zu haben.

## Sportlicher Werdegang
Tickridge wurde im Jugendbereich von Tottenham Hotspur ausgebildet, aber bevor die Profilaufbahn begann, brach der Zweite Weltkrieg aus. Hier diente er als Soldat in der Royal Navy und nach dem Ende der Kampfhandlungen unterzeichnete er im April 1946 einen Profivertrag bei den „Spurs“. In der Zweitliga-Mannschaft von Trainer Joe Hulme war er speziell ab der zweiten Nachkriegssaison 1947/48 eine feste Größe als rechter Verteidiger. Als Hulme dann durch Arthur Rowe ersetzt wurde, verlor er jedoch seinen Stammplatz an den Neuzugang Alf Ramsey. Nur jeweils eine einzige Ligapartie bestritt er sowohl im Aufstiegsjahr 1949/50 (gegen Sheffield United (1:2)) als auch in der Meistersaison 1950/51 (gegen den FC Burnley (1:0)), wobei Tickridge bereits vor dem Gewinn des englischen Titels im März 1951 den Klub in Richtung des FC Chelsea verlassen hatte. Insgesamt absolvierte Tickridge 101 Pflichtspiele für Tottenham.
Bis zum Ablauf der Spielzeit 1950/51 bestritt Tickridge im Team von Trainer Billy Birrell noch acht Ligapartien und in der folgenden Saison 1951/52 war er mit 49 Pflichtspieleinsätzen „Dauerbrenner“ bei den „Blues“. Dies änderte sich nach dem Trainerwechsel zu Ted Drake im Jahr 1952 und nach gerade einmal zwölf Einsätzen in der First Division verschwand Tickridge in den letzten beiden Jahren bis 1955 im Reservebereich. Dadurch war er auch nicht an der sportlichen Entwicklung des Teams beteiligt, das sich von einem Abstiegskandidaten über den Sprung in die obere Tabellenhälfte im Jahr 1954 zum englischen Meister 1955 mauserte. Ab Juli 1955 ließ er dann beim im Westen Londons beheimateten Drittligisten FC Brentford seine aktive Karriere ausklingen.
Tickridge verstarb am 6. Januar 1997 in der Universitätsstadt Canterbury.